# Shota Fukuoka
Shota Fukuoka (福岡 将太 Fukuoka Shota?), född 24 oktober 1995 i Tokyo prefektur, är en japansk fotbollsspelare.
Fukuoka började sin karriär 2014 i Shonan Bellmare. Efter Shonan Bellmare spelade han för Fukushima United FC, Tochigi SC och Tokushima Vortis.